# ジャンヌ・ド・ラ・モット・ヴァロア

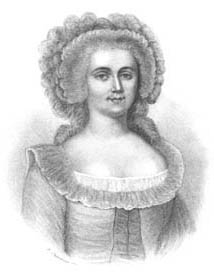
ジャンヌ・ド・ラ・モット・ヴァロア

ラ・モット＝ヴァロワ伯爵夫人ことジャンヌ・ド・ヴァロワ＝サン＝レミ（Jeanne de Valois-Saint-Rémy, comtesse de la Motte-Valois, 1756年7月22日 - 1791年8月23日）は、首飾り事件の首謀者と思われるフランスの伯爵夫人。通称ラ・モット夫人。フランスの旧王家ヴァロア家の末裔を称した。肩にVの焼印を付けられ投獄されたが、脱獄してフランス革命期にロンドンで転落死を遂げた。

## 生涯
父ジャック・ド・サン・レミ男爵はアンリ2世の認知されなかった庶子アンリ・ド・サン＝レミの子孫で、困窮していた。9歳で両親を喪う。少女時代、貴族の娘としての教養を身につけるため、ロンシャン修道院の寄宿女学校に入学。22歳の時、修道女になる事を嫌って逃亡した。1780年、バール＝シュル＝オーブでマルク・アントワーヌ・ニコラ・ド・ラ・モット伯爵と知り合い結婚した。ジャンダルムリの士官であったこの夫は、伯爵を名乗っていたが、本当に貴族であったかどうかは疑わしい。
1786年、首飾り事件を起こし、裁判でジャンヌは有罪となった。監獄でジャンヌは鞭打ちの刑を受けた後、両肩に「V」の焼き鏝（当時の刑法では泥棒、窃盗犯にはフランス語で「泥棒」を意味する「Voleuse」（女性形）の頭文字「V」の焼き鏝を両肩に捺される刑罰があったen）を捺された後、サルペトリエール監獄enでの終身禁錮刑となった。しかしジャンヌは、たくさんの民衆から同情され、いつの間にかイギリスへと脱走した。
1791年、精神錯乱の発作により窓から転落して死んだ。35歳没。ロンドンで強盗に襲われたために窓から転落したと言う説もある。

## 首飾り事件
ド・ロアンは、枢機卿にして宮廷司祭長という地位にある聖職者でありながら大変な放蕩家であったため、オーストリアの「女帝」マリア・テレジアとその娘であるフランス王妃マリー・アントワネットに嫌われていた。宰相になりたいという野望を持つロアンに近づいたジャンヌは、自分が王妃の親しい友人であると吹聴し、王妃の名を騙って金品を騙し取っていた。
かつて先王ルイ15世が愛人デュ・バリー夫人のために作らせたまま契約が立ち消えになっていた160万リーブル相当のダイヤが、宝石商シャルル・ベーマーによってマリー・アントワネットのもとに持ち込まれるが、あまりに高額だったのを理由にマリーに断られた。1785年1月、それを知ったジャンヌは、ロアンにマリー・アントワネットの要望として、この首飾りの代理購入を持ちかけた。ジャンヌの巧みな嘘に騙されたロアンは、言われるがままに首飾りを代理購入し、ジャンヌに首飾りを渡してしまう。しかし、首飾りの代金が支払われないことに業を煮やしたベーマーの申し出により事件が発覚し、ジャンヌとロアンをはじめ事件にかかわった者が次々逮捕された。なお、当の首飾りはジャンヌが解体した上に詐欺師仲間に分配し、それぞれが売却したために消失したという（現存するのはそのレプリカ）。
この事件に激怒したマリー・アントワネットは、パリ高等法院（最高司法機関）で身の潔白を証明しようと試みたが、政治的に宮廷と対立していた高等法院は、王妃にとって都合の悪い判決を下した。1786年3月に下された判決は、ロアン無罪、ジャンヌ有罪というものであった。

## 著作
ジャンヌはロンドンに脱走した際に、「回想録」と首飾り事件のあらましについて書いた書籍を出版した。